# Функциональная проба
Функциона́льная про́ба —  специальные воздействия на организм человека при проведении медицинского обследования. Являются частью функциональной диагностики. Представляют собой, как правило, различные виды физической нагрузки, сопровождающиеся регистрацией параметров работы проверяемого органа или физиологической системы. Различают функциональные тесты: рефлекторные, нагрузочные (физическая, психоэмоциональная, метаболическая виды нагрузки) и фармакологические.
Под функциональными пробами понимают такие методы исследования, при которых на различные системы органов воздействуют с помощью различных внешних факторов, изменяющих в той или иной степени гомеостаз кардиореспираторной системы в условиях покоя. В результате этого провоцируются патофизиологические состояния и как следствие этого может проявляться скрытая или труднодоступная для обнаружения в условиях покоя патология. В тех случаях, когда эта патология как нозологическая форма известна до исследования с помощью функциональных проб удаётся определить степень ее выраженности, или наоборот, компенсаторные возможности организма, его физическую работоспособность.
Функциональные пробы дают возможность в процессе дифференциальной диагностики разграничить функциональные и органические изменения.

## Общие положения
В качестве контрольного метода при проведении функциональных проб рекомендовано использовать исследование вариабельности сердечного ритма (ВСР), поскольку в ритме сердца отражается функциональное состояние регуляторных систем организма, которое в свою очередь универсальным образом зависит от заболеваний во всех физиологических системах организма. Среди функциональных проб, наиболее часто применяемых при исследовании ВСР, рекомендованы следующие:
1. Активная и пассивная ортостатическая проба (при необходимости клиноортостатическая проба).
2. Проба с фиксированным темпом дыхания.
3. Проба Вальсальвы.
4. Пробы с максимальной задержкой дыхания на вдохе и выдохе.
5. Изометрическая нагрузочная проба.
6. Фармакологические пробы (с бэта-блокаторами, атропином и другими препаратами).
7. Нагрузочные пробы на велоэргометре.
8. Проба Ашнера.
9. Синокаротидная проба.
10. Психофизиологические пробы.

## Частные применения

### Нервная система
Для выявления нарушения автономной нервной регуляции при помощи анализа ВСР наиболее часто используются такие простые, доступные и объективные тесты как проба Вальсальва, ортостатическая проба, дыхательная проба и др.
При диабетической нейропатии реакция парасимпатического звена регуляции на пробу с фиксированным темпом дыхания (6 дыханий в минуту) является одним из важнейших диагностических признаков.

### Сердечно-сосудистая система
При функциональных пробах длительность регистрации ВСР может колебаться от 10—15 мин до 1,5—2 ч. Считается, что использование функциональных проб имеет серьезные преимущества, поскольку позволяет минимизировать индивидуальные различия и оценить направленность изменений, а не оперировать абсолютными значениями параметров.
В реоэнцефалографии наиболее часто используют пробу нитроглицерином (в малых дозах, сублингвально), а также повороты головы и изменения положения тела. При этом остро возникающие сдвиги артериального давления отражаются на реоэнцефалограмме изменением тонуса и даже уровня пульсового кровенаполнения, что также затем учитывается врачом при анализе результатов тестирования.
Велоэргометрия часто используется для проведения нагрузочных проб у кардиологических больных.
Пробы с физической нагрузкой у больных с хронической сердечной недостаточностью проводят для уточнения тяжести заболевания.

### Органы дыхания
При заболеваниях органов дыхания применяют спирометрию с различными ф.п.
Функциональные исследования внешнего дыхания используются для оценки степени тяжести вентиляционных нарушений, для диагностики и дифференциальной диагностики заболеваний лёгких, а также прогноза течения заболевания. К наиболее распространенным легочным функциональным тестам относят такие, как спирометрия, бодиплетизмография, исследование диффузионной способности легких по угарному газу методом однократного вдоха с задержкой дыхания, нагрузочное тестирование с целью выявления бронхиальной гиперреактивности. Дыхательно-нагрузочные пробы (воздействие на внешнее дыхание): Штанге, Генчи, Розенталя, Шафрановского, Серкина, Вальсальвы, гипервентиляционная, гипоксемическая.

### Книги
1. 1 2  Зенков Л. Р., Ронкин М. А. Функциональная диагностика нервных болезней. — М., 1982.
2. ↑  Рябыкина Г. В., Соболев А. В. Вариабельность ритма сердца. — М.: «Стар'Ко», 1998. — 200 с. — ISBN 5-85493-032-3.
3. ↑  Аронов Д. М. Функциональные пробы в кардиологии / под ред. Д. М. Аронов, В. П. Лупанов. — 2-е изд.. — М., 2003. — 296 с.
4. ↑  Лёгочные функциональные тесты: от теории к практике / под ред. О. И. Савушкина, А.В. Черняк. — М.: ООО «Фирма СТРОМ», 2017. — 192 с. — ISBN 978-5-900094-53-3.

### Статьи
1. ↑  Баевский Р. М., Иванов Г. Г. Вариабельность сердечного ритма: теоретические аспекты и возможности клинического применения // Ультразвуковая и функциональная диагностика. — 2001. — № 3. — С. 108—127.
2. ↑  Баевский Р. М., Иванов Г. Г., Чирейкин, Л. В., Гаврилушкин, А. П., Довгалевский, П. Я., Кукушкин, Ю. А., Миронова, Т. Ф., Прилуцкий, Д. А., Семёнов, А. В., Фёдоров, В. Ф., Флейшман, А. Н., Медведев, М. М. Анализ вариабельности сердечного ритма при использовании различных электрокардиографических систем // Вестник аритмологии. — 2001. — № 24. — С. 65—87.
3. ↑  Полтавская М. Г. Пробы с физической нагрузкой у больных с хронической сердечной недостаточностью // Сердце: журн. практикующих врачей. — 2003. — Т. 2, № 2. — С. 83—87.